# 후탄땃쥐
후탄땃쥐(Crocidura hutanis)는 땃쥐과에 속하는 포유류의 일종이다. 인도네시아 수마트라섬 북부 지역에서만 알려져 있다.